# Abu Almuçafir Alfaite
Abu Almuçafir Alfaite ou Alfate (Abu'l-Musafir al-Fath; m. 929) foi o último emir sájida do Azerbaijão (928–929), filho do também emir Maomé Alafexim. Em 928, foi investido com o governo do Azerbaijão pelo califa Almoctadir (r. 908–932) após a morte do tio dele Iúçufe ibne Abi Alçaje. Após apenas um ano e meio de governo, foi envenenado em Ardabil por um de seus escravos. A dinastia sájida acabou com sua morte e foi sucedido como governador por Uacife de Xirvão.